# Holstenstraße (Hamburg)
Die Holstenstraße ist eine Straße in Hamburg-Altona. Sie verläuft seit den 1960er Jahren vom westlichen Ende der Reeperbahn am Nobistor in nordwestlicher Richtung und geht nach 1,7 Kilometern, an der Kreuzung Stresemannstraße, in die Kieler Straße über. Der Straßenzug ist eine wichtige Verkehrsachse zwischen dem Hamburger Innenstadtbereich nördlich des Elbufers und den nordwestlichen Stadtteilen.

## Name
Die Holstenstraße war ortsbezogen die Straße, die nach Holstein führt und ist nach dem dort vormals lebenden sächsischen Volksstamm der Holsten oder Holsaten (Waldsassen, Waldbewohner) benannt. Auf einer Karte von 1890 ist sie als Holsteinstraße eingetragen. Bis 1846, und teilweise auch in späteren Jahren, hieß sie Pinneberger Straße, ist allerdings auch umfassender als Bei dem Pinneberger Wege eingetragen. Um 1800 wurde sie Pinneberger Weg genannt, zuvor hieß sie Pinneberger Landstraße.

## Geschichte
Die Ursprünge der Holstenstraße gehen bereits auf die Gründungszeit Altonas zurück, sie war die Landstraße, die in die Grafschaft Holstein-Pinneberg führte und wurde entsprechend Pinneberger Landstraße genannt. Bis Ende des 17. Jahrhunderts hatte sie ihren Anfang an der damals am Rande der Stadt liegenden Großen Bergstraße, gegenüber der Einmündung der ehemaligen Kleinen Bergstraße östlich des Jüdischen Friedhofs. Das entspricht in etwa der heutigen Einmündung des Nobistor in die Louise-Schroeder-Straße. Die Pinneberger Landstraße führte in einem Bogen vorbei am Franschen Hof und weiter am Lang Land auf der westlichen und an Eifflers Feld und Lammers Kamp auf der östlichen Seite und verlief weiter nordwestlich in Richtung des Diebsteichs. 
Nachdem Hans Christian Eiffler 1680 Bürgermeister von Altona geworden war, kam es zu dem Beschluss, seinen Grund, Eifflers Feld, zur notwendigen Stadterweiterung zu nutzen und Straßen und Gassen anzulegen. Für den Bau der Johannisstraße wurde die Pinneberger Landstraße verlegt, sie begann jetzt an der Rosenstraße und der Einmündung der Johannisstraße. Ihr erstes Wegstück wurde Bey dem Franschen Hof genannt und befand sich in etwa auf Höhe der heutigen Einmündung der Gähler- in die Holstenstraße.

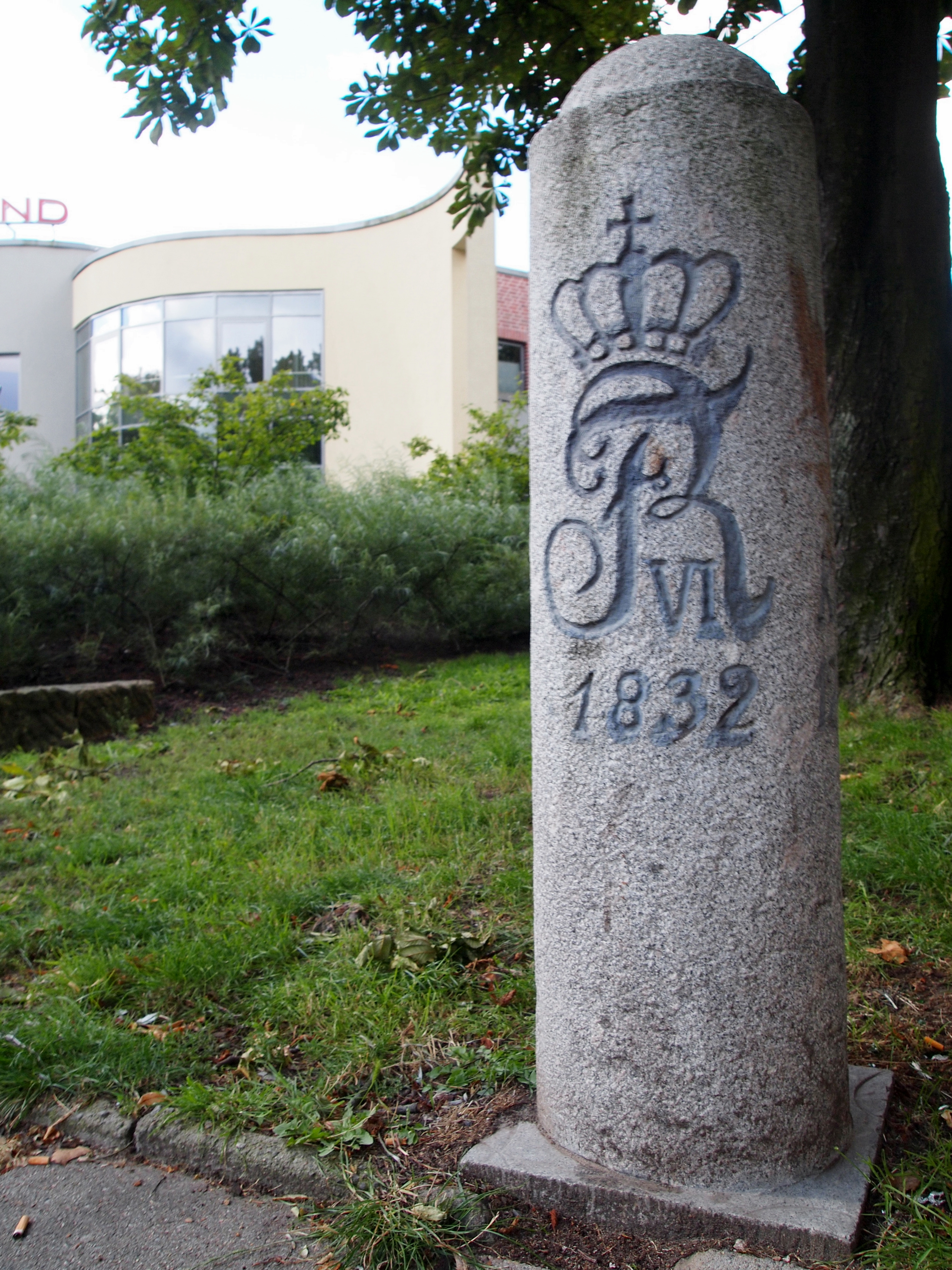
Erinnerungsstein für den Gählers Platz, Nachbildung eines Meilensteins

Beim Bau der Altona-Kieler Chaussee zwischen 1830 und 1832 wurde der damalige Pinneberger Weg als südlicher Abschnitt einbezogen. Den Nullpunkt dieser Kunststraße bildete ein Platz mit einem Rondell der Gartenkunst, der 1833 nach Begradigung der Johannisstraße im Kreuzungsbereich am Franschen Hof angelegt wurde, einige Jahre später Gählers Platz genannt. Von hier fuhren die Postillione, Postkutschen und anderer Fuhrwerke nach Kiel ab. Durch die Eröffnung der Chaussee am 1. Januar 1832 verringerte sich die Streckenlänge von 14 auf 12 ¼ Meilen, dies entsprach einer Verkürzung um etwa 13 Kilometer. 
Im Laufe des 19. Jahrhunderts kam es durch das Wachsen der Stadt zu einer dichten Bebauung, die ehemalige Landstraße wurde zum dicht besiedelten innerstädtischen Bereich des bis 1938 selbständigen Altona/Elbe. Im Zweiten Weltkrieg ist dieser Innenstadtkern der Altstadt nahezu vollständig zerstört worden, in den 1950er Jahren wurden die Reste der historischen Gebäude abgerissen. An ihre Stelle trat analog dem Neu-Altona-Plan eine aufgelockerte Bebauung mit Punkthochhäusern und zeilenförmigem Geschosswohnungsbau zu beiden Seiten. Dabei kam es zu einer grundlegenden Neustrukturierung des Gebiets mit Straßen- und Grundstücksverlegungen. Die Holstenstraße wurde unter Einbezug des damals südlichen und größten Teils der Straße Kleine Freiheit bis zum Nobistor – heute nach Umbauten an die Reeperbahn anstoßend – verlängert.
Von der Max-Brauer-Allee bis zu den Bahnanlagen der Hamburg-Altonaer Verbindungsbahn bildet die Holstenstraße die Grenze zwischen den Stadtteilen Altona-Altstadt und Altona-Nord.

## Verlauf

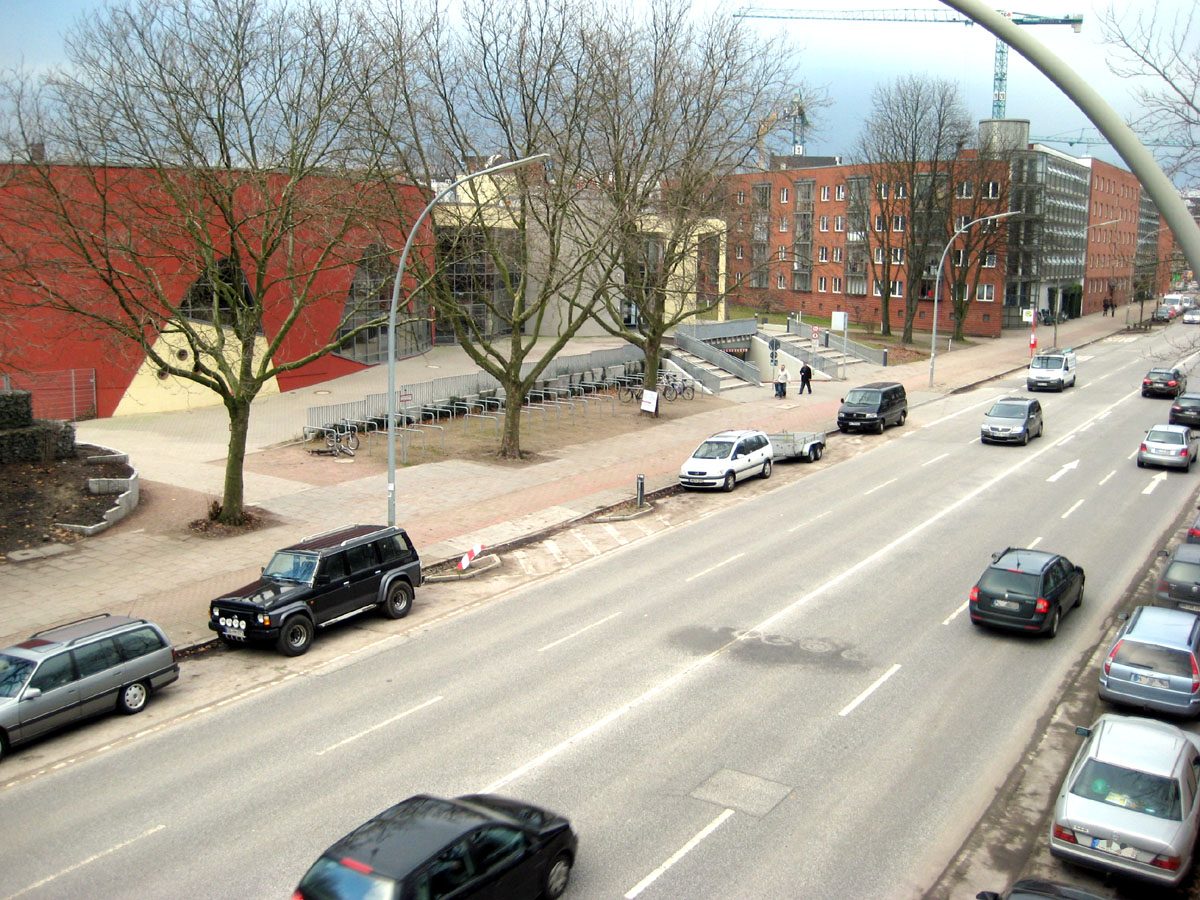
Schwimmbad „Festland“ Holstenstraße 30 gegenüber der Gählerstraße

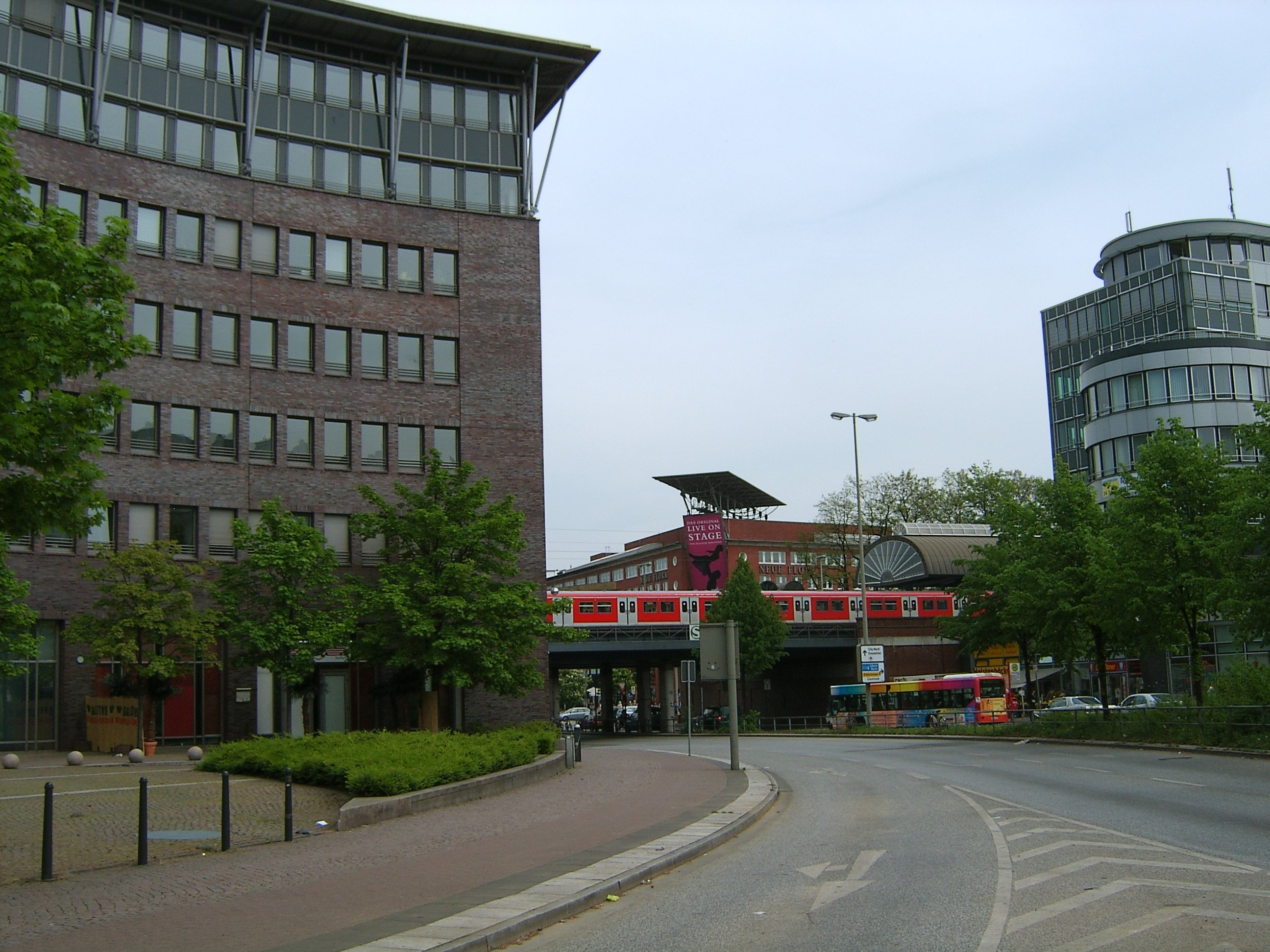
Holstenhaus Holstenplatz 18 (links), S-Bahnhof, dahinter die Neue Flora

Die Holstenstraße verläuft ab dem Kreuzungsbereich Königstraße/Reeperbahn als vierspurige Straße in nordwestlicher Richtung; südlich dieser Kreuzung besitzt sie über die zweispurige Straße Pepermölenbek eine direkte Verbindung zum Altonaer Fischmarkt und der Hafenrandstraße am nördlichen Elbufer. In ihrem Straßenverlauf bestehen größere Kreuzungen mit der Louise-Schroeder-Straße/Simon-von-Utrecht-Straße, der Chemnitzstraße/Thadenstraße, der Max-Brauer-Allee und den Einmündungen von Eggerstedt- und Haubachstraße gegenüber dem Holstenplatz. An ihrem Ende wird sie von einer Bahntrasse der Fern- und S-Bahn überbrückt und mündet in einer Kreuzung mit der Stresemannstraße. Ihre Weiterführung stadtauswärts besteht in der Kieler Straße.
Bis zum Holstenplatz ist die Holstenstraße Teil des sogenannten Ring 2, eine Straßenführung, die die äußere Innenstadt halbkreisförmig umschließt.

## Bebauung und Randbereiche
Entlang des südlichen Teils grenzt an der Westseite der Walter-Möller-Park an, der mit einer Fußgängerbrücke mit dem Emil-Wendt-Park (vormals Gählerpark) an der Ostseite verbunden ist. Beide Parks sind Teil des sogenannten Grünzug Neu-Altona, mehr oder weniger breite Grünstreifen, durch die vom Fischmarkt bis zum Holstenbahnhof Fuß- und Radwege führen. Ein an der Holstenstraße gelegener Abschnitt des Walter-Möller-Parks wurde in den Jahren 2009/2010 mit dem Hallenschwimmbad Festland der Bäderland Hamburg GmbH überbaut. 
Am nördlichen Ende, bei der Hausnummer 224, lag von 1879/1880 bis 2019 auf der Westseite das Werksgelände der Holsten-Brauerei.

## Verkehrsanbindung

### Entwicklung des Öffentlichen Nahverkehrs

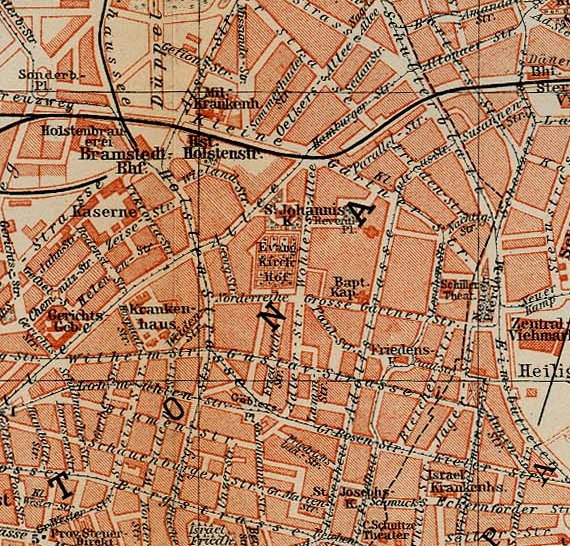
Holstenstraße mit Bramstedter Bahnhof, Ausschnitt aus einer Karte von 1910

Am 24. November 1884 wurde der erste Kaltenkirchener Bahnhof am Gählersplatz von der Altona-Kaltenkirchener Eisenbahn-Gesellschaft (AKEG, ab 1914 Eisenbahn-GesellschaftAltona-Kaltenkirchen-Neumünster AKN) in Betrieb genommen. Die Strecke führte auf Straßenniveau über den Bahnhof Nebenzollamt nach Kaltenkirchen. Am Gählersplatz bestand Anschluss an die 1883 eröffnete Straßenbahnlinie 29 der Hamburg Altona North Western Tramway Co. (HANWTC, ab 1900 Hamburg-Altonaer Trambahngesellschaft), die von der Kreuzung Allee über die Holstenstraße, Große Rosenstraße (heute Paul-Roosen-Straße) bis zum Millerntor führte. Mit dem Ausbau der Verbindungsbahn im Jahr 1893 wurde der Betrieb der AKEG-Bahn auf dem Streckenabschnitt Gählersplatz bis zum Bahnhof Nebenzollamt (ab 1898 Bramstedter Bahnhof) am Ende der Holstenstraße eingestellt und die Straßenbahnlinie 29 bis zum neu errichteten Bahnhof Holstenstraße verlängert. 1912 wurde die AKEG-Strecke von der Chaussee auf eigenes Planum verlegt, sie endete nun am Sonderburger Platz, dem heutigen Kaltenkircher Platz, an dem ein neuer Kaltenkirchener Bahnhof als Endbahnhof errichtet wurde.

### Heutiger Öffentlicher Nahverkehr
Der S-Bahnhof Holstenstraße, bedient von den S-Bahn-Linien S2 und S5, liegt nicht direkt an der Straße, sondern am Holstenplatz in etwa 100 Metern Entfernung. Am anderen Ende der Straße, im Kreuzungsbereich Reeperbahn / Königstraße befindet sich ein Eingang zum Tunnelbahnhof der S-Bahn-Haltestelle Reeperbahn mit den Linien S1 und S3.
Die Holstenstraße wird auf ihrem gesamten Verlauf von der durch die Hochbahn betriebenen Buslinie 115 mit fünf Haltestellen durchfahren. Zwischen der Kreuzung Max-Brauer-Allee und dem S-Bahnhof Holstenstraße verkehren zudem die Buslinien 20, 25 und 183.